# Vierville-sur-Mer
Vierville-sur-Mer település Franciaországban, Calvados megyében. Lakosainak száma 232 fő (2022. január 1.). Vierville-sur-Mer Saint-Laurent-sur-Mer és Formigny La Bataille községekkel határos.

## Népesség
A település népessége az elmúlt években az alábbi módon változott:
| Lakosok száma | 265  | 292  | 256  | 240  | 251  | 243  | 229  | 230  | 231  | 232  |
|               | 1968 | 1982 | 1990 | 2006 | 2013 | 2015 | 2017 | 2019 | 2020 | 2022 |